# Charlotte Frederika van Mecklenburg-Schwerin

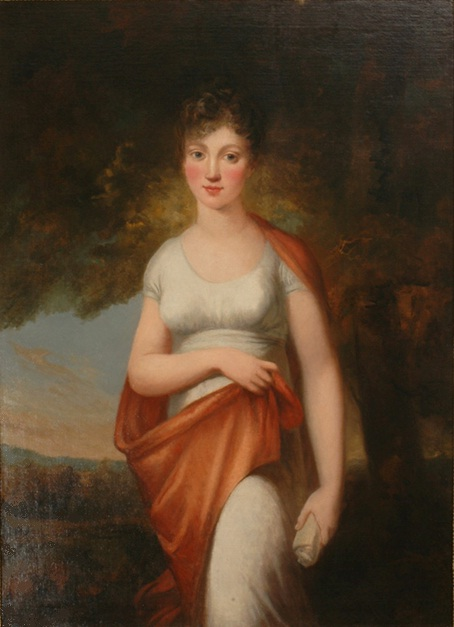
Charlotte Frederika van Mecklenburg-Schwerin. Portret door Carl Frederic von Breda, 19e eeuw

Charlotte Frederika van Mecklenburg-Schwerin (Ludwigslust, 4 december 1784 – Rome, 13 juli 1840) was de eerste vrouw van de Deense kroonprins Christiaan VIII van het Huis Oldenburg. Zij waren neef en nicht. Zij waren getrouwd van 1806 tot 1810, waarna ze scheidden. Zelf werd Charlotte nooit koningin van Denemarken; dat werd de tweede vrouw van haar man, Caroline Amalia van Augustenburg.
Haar ouders waren Frederik Frans I van Mecklenburg-Schwerin en Louise van Saksen-Gotha.
Charlotte en Christiaan VIII hadden één kind, de latere koning Frederik VII van Denemarken. Na een affaire met haar zangleraar Jean Baptiste Édouard Du Puy, scheidde ze in 1810 van kroonprins Christiaan VIII. Charlotte werd eerst verbannen naar Altona, later naar Jutland, voordat ze katholiek werd in 1830 in Vicenza. Ze vestigde zich begin 1833 in Rome, runde een drukbezochte salon en verzorgde vooral de Denen in Rome. Ze leefde er nog zeven jaren.
Charlotte Frederika stierf na een lang ziekbed en werd begraven op de Campo Santo dei Teutonici e dei Fiamminghi in een viervoudige kist. Haar graf is versierd met een vredesengel gemaakt door Jens Adolf Jerichau. Op 11 juli 2019 werd haar graf, in verband met het onderzoek naar de verdwijning van de destijds 15-jarige Emanuela Orlandi, geopend, tegelijk met het graf van de in 1836 overleden prinses Sophie van Hohenlohe. Beide graven werden onverwacht volledig leeg gevonden.